# 华北鳞毛蕨
华北鳞毛蕨（学名：Dryopteris goeringiana）为鳞毛蕨科鳞毛蕨属下的一个种。